# Phlogophora viridescens
Phlogophora viridescens là một loài bướm đêm trong họ Noctuidae.